# David Viele
David Viele (1975) è un ex sciatore alpino statunitense.

## Biografia
Viele, originario di Vail, debuttò in campo internazionale in occasione dei Mondiali juniores di Monte Campione/Colere 1993. In Nor-Am Cup ottenne l'ultimo podio il 2 gennaio 1999 a Whiteface Mountain in slalom gigante (2º) e prese per l'ultima volta il via il 29 marzo successivo a Mount Norquay nella medesima specialità (8º); si ritirò al termine della stagione 2000-2001 e la sua ultima gara fu uno slalom gigante FIS disputato il 10 aprile a Breckenridge. Non debuttò in Coppa del Mondo né prese parte a rassegne olimpiche o iridate.

## Palmarès

### Nor-Am Cup
- Miglior piazzamento in classifica generale: 26º nel 1999
- 3 podi (dati dalla stagione 1994-1995):
  - 1 secondo posto
  - 2 terzi posti

### Australia New Zealand Cup
- Miglior piazzamento in classifica generale: 8º nel 1999
- 2 podi (dati dalla stagione 1994-1995):
  - 1 vittoria
  - 1 secondio posto

#### Australia New Zealand Cup - vittorie
| Data           | Località | Paese     | Specialità |
| -------------- | -------- | --------- | ---------- |
| 27 agosto 1998 | Thredbo  | Australia | GS         |

Legenda:

GS = slalom gigante

### Campionati statunitensi
- 1 medaglia (dati dalla stagione 1994-1995):
  - 1 bronzo (slalom speciale nel 1998)